# Lourdesgrotte (Aletshausen)
Die Lourdesgrotte von Aletshausen ist eine denkmalgeschützte Lourdesgrotte am südöstlichen Ortsrand von Aletshausen.
Im Jahre 1901 blickte die Pfarrgemeinde hoffnungsvoll auf das beginnende 20. Jahrhundert und errichtete eine große überdachte Grotte. Folgende Inschrift über der Grotte ist noch heute zu lesen: „Das beginnende Jahrhundert weiht die Pfarrgemeinde Aletshausen der Mutter unseres Erlösers, der Hl. Jungfrau Maria“. Zur Grotte hin wurde noch ein Kreuzweg angelegt. Nach gut hundert Jahren bilden Grotte, Quelle und der Kreuzweg in dem schattigen Hain ein sehenswertes Naturheiligtum.

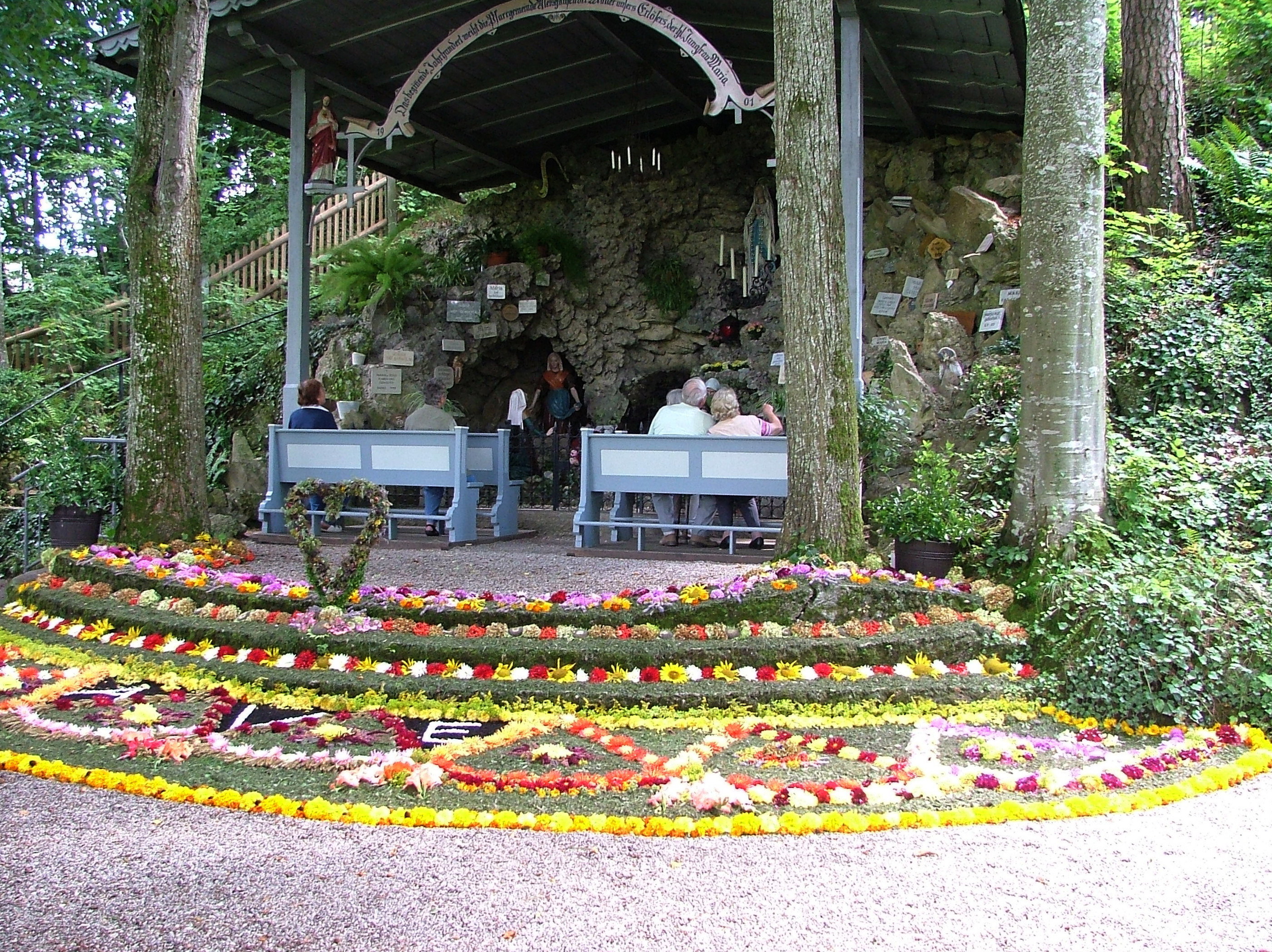
Blumenteppich im Mai
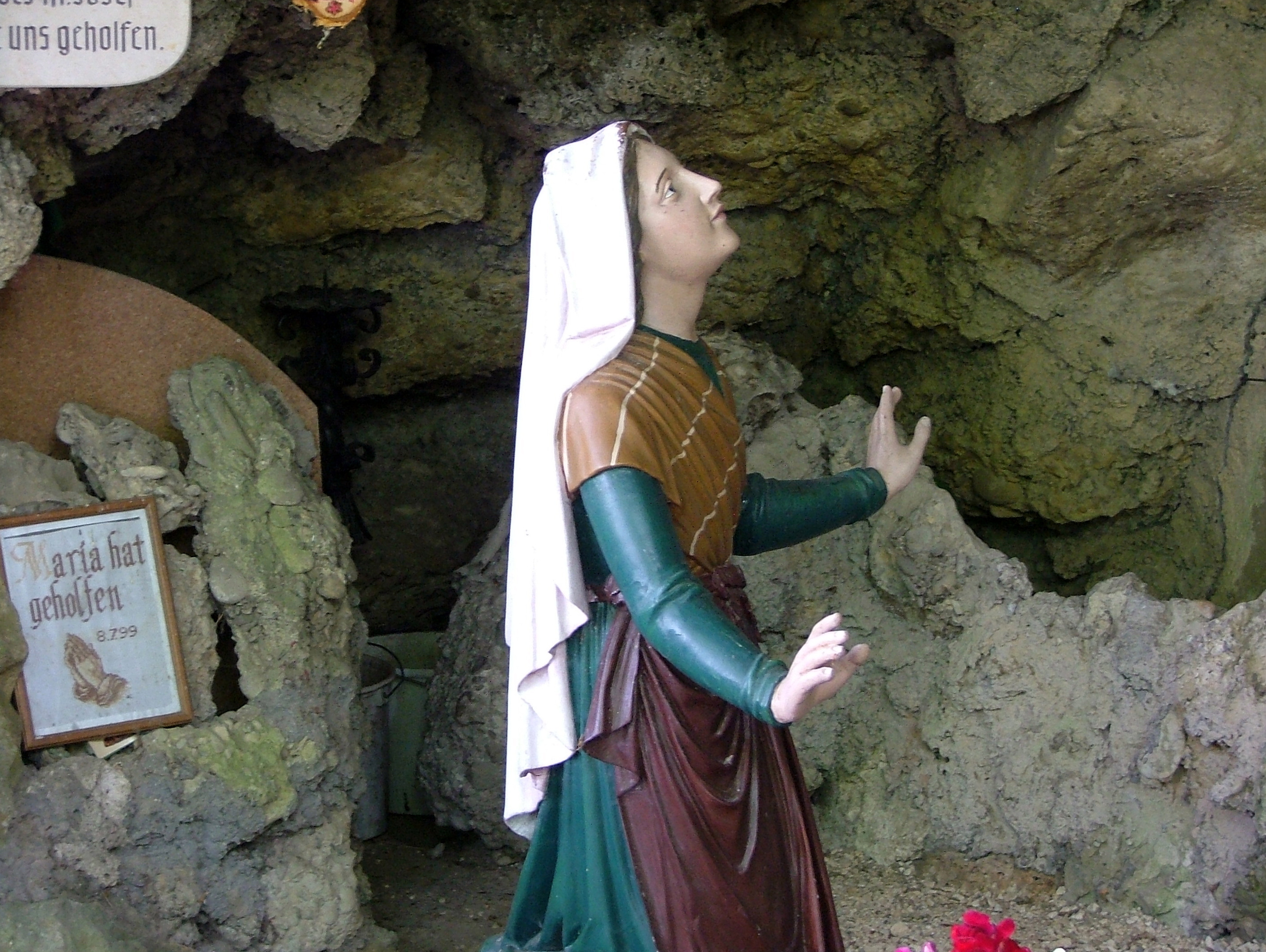
Bernadette in der Grotte
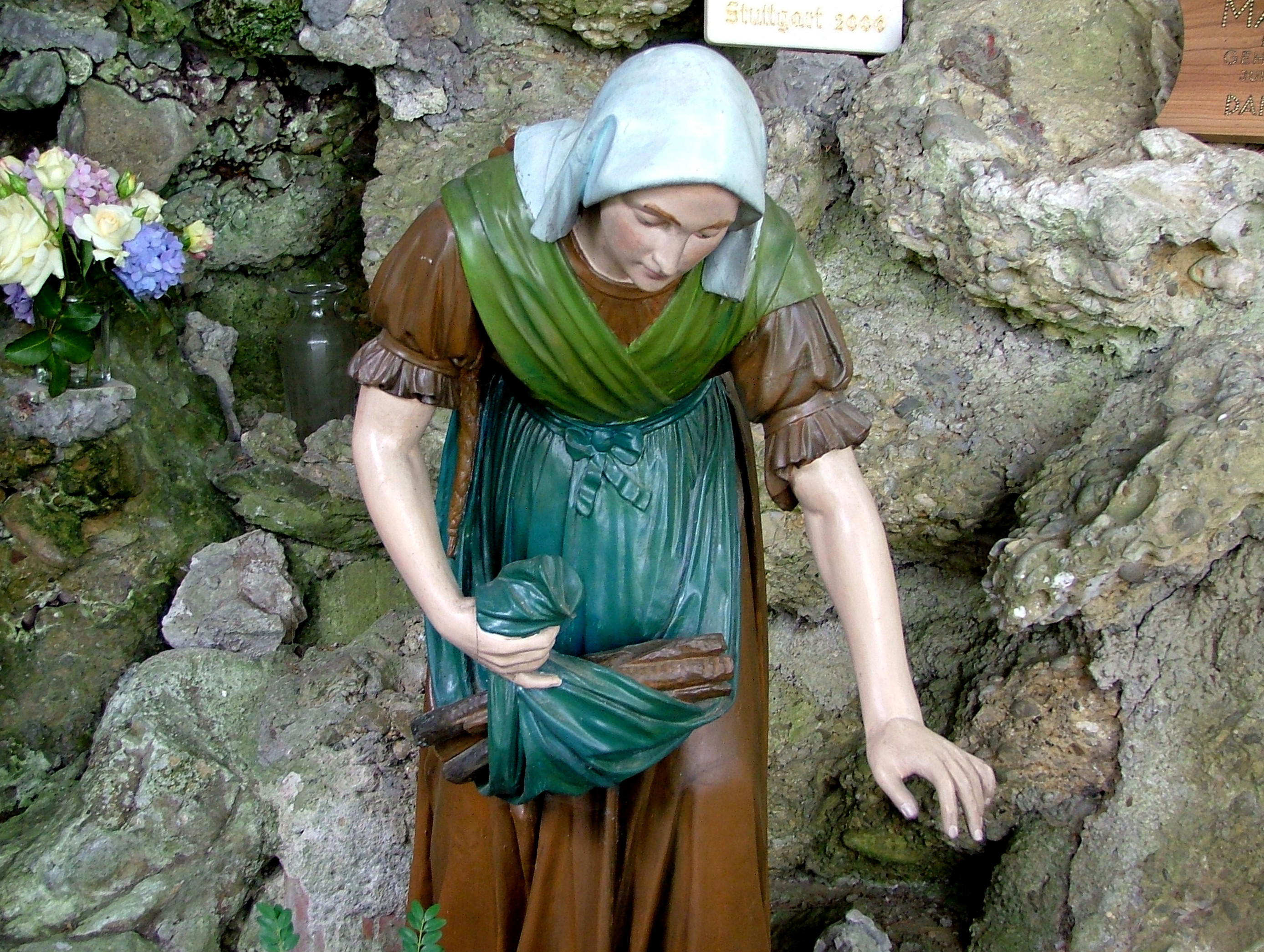
Holzsammlerin
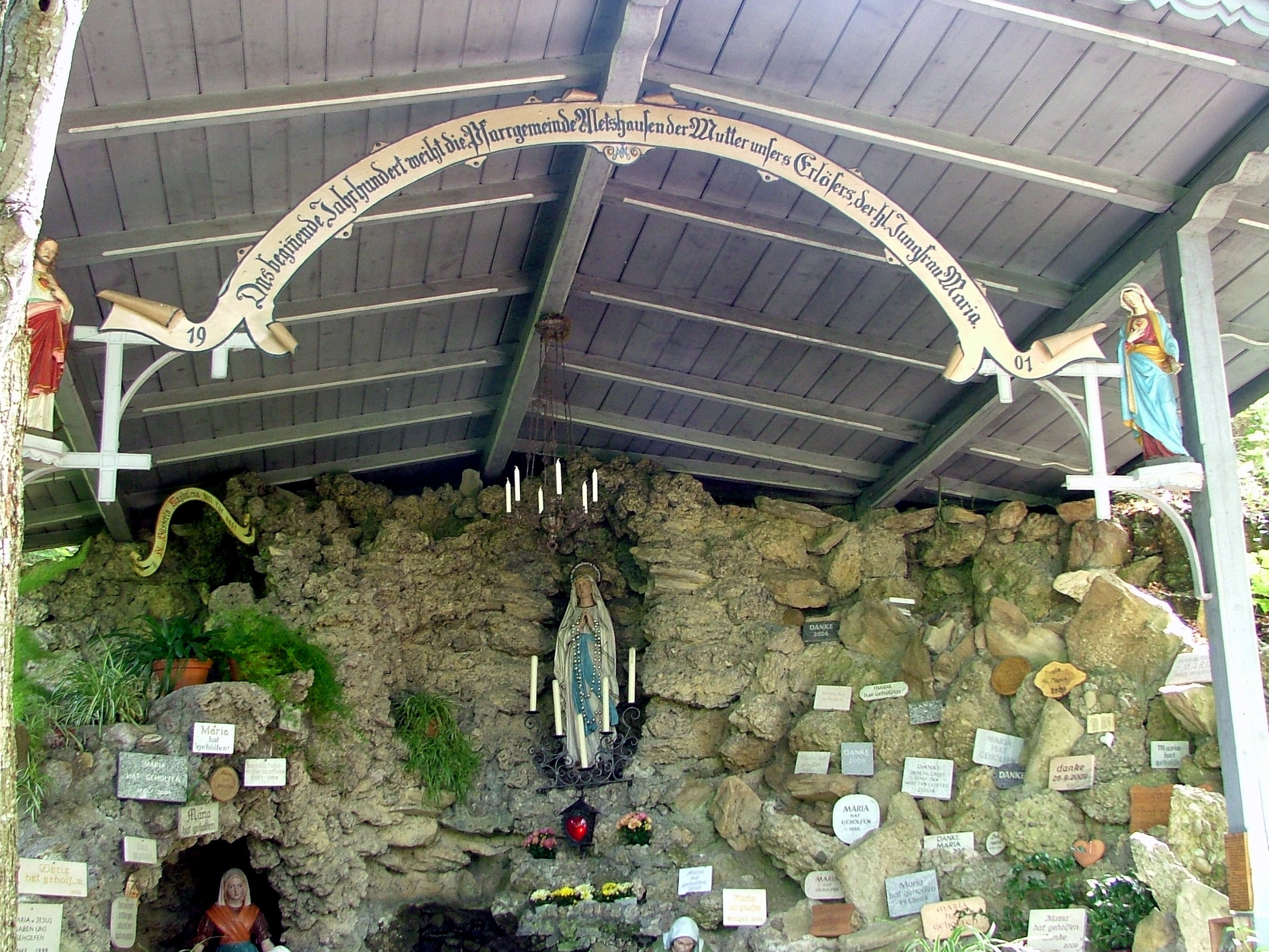
Widmung zum Beginn des Jahrhunderts